# Bertram Shapleigh
Bertram Shapleigh (Boston, 15 de gener de 1871 – 2 de juliol de 1940) fou un compositor estatunidenc molt interessat en la cultura asiàtica.
Estudià en la seva ciutat nadiua i després viatjà pels Estats Units donant conferències de música i literatura. El 1898 viatjà a Europa i de 1904 a 1914 residí a Anglaterra. Entre les seves composicions hi figuren: Ramayana i Gur Amir, suites simfòniques; Mirage poema simfònic; Raven, Lake of Dismal, Swamp i Vedic Himn, obres corals; dues òperes; dues simfonies; Contemplations per a orquestra; Poema per a violoncel i orquestra; un quartet per a instruments de corda, melodies vocals, etc.